# Leonard Lansink
Leonard Lansink, né le 7 janvier 1956 à Hamm en Rhénanie-du-Nord-Westphalie, est un acteur allemand.

## Biographie
Il est marié depuis le 15 octobre 2011 avec la juriste Maren Muntenbeck et n'a pas d'enfants. Le couple vit à Berlin-Schöneberg. Depuis la campagne électorale au Bundestag 2005, Lansink est membre du parti social-démocrate d'Allemagne (SPD) et soutient celui-ci en public.
Cet acteur est devenu célèbre grâce à ses rôles dans des films policiers à la télé, par exemple le rôle de Georg Wilsberg qui est un antiquaire de livres mais qui travaille aussi comme détective privé parce qu'il manque d'argent. 
Après avoir fondé son propre groupe de théâtre en 1980, il n'était pas seulement metteur en scène mais jouait aussi lui-même. Il incarnait des caractères particuliers. Un film couronné de succès était Paradis express (Knocking On Heaven's Door) qui est sorti en salle en 1997. La même année, il a gagné le prix d'acteur de l'académie allemande pour les arts.

## Filmographie
- 1997 : Paradis express (Knocking On Heaven's Door)
- 1998 : En quête de preuves
- 1998 : Wilsberg (de)
- 1998 : Le Dernier Témoin